# Advent City

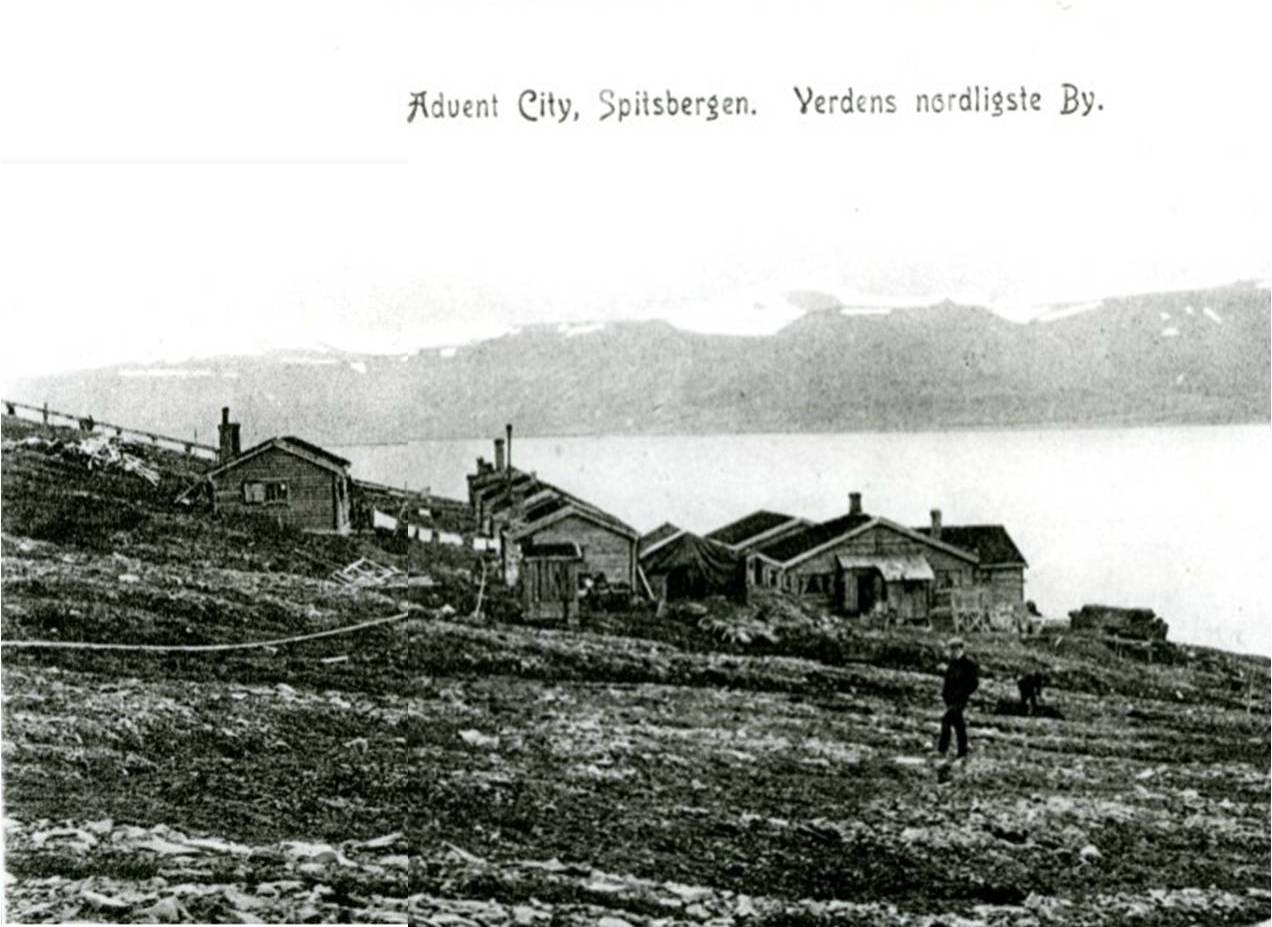
Vykort från Advent City

Advent City är ett övergivet gruvsamhälle på Revneset vid Adventfjorden på Spetsbergen i Svalbard. 
Advent City var bebott mellan 1904 och 1917 och var bostadsort för de gruvarbetare som arbetade i en gruva som drev av det brittiska företaget Spizbergen Coal and Trading Company Limited, med säte i Sheffield.
Kolet höll låg kvalitet, varför driften upphörde redan 1908. 
Åren 1916–1917 flyttades de kvarvarande byggnaderna till Hiorthhamn, ett gruvsamhälle 2,5 kilometer sydöst utmed Adventfjorden. Idag står bara husgrunderna kvar.